# Sichuan Chengdu
Sichuan Chengdu (chiń. 四川成都; pinyin Sìchuān chéngdū) – męski klub piłki siatkowej z  Chengdu.

## Sukcesy
Mistrzostwo Chin:
- 1996/1997, 1997/1998, 1998/1999
- 2016/2017, 2017/2018

Klubowe Mistrzostwa Azji:
- 1999

## Obcokrajowcy w zespole
| Lata gry  | Imię i nazwisko          | Pozycja     |
| --------- | ------------------------ | ----------- |
| 2013-2014 | Raidel Romero Poey       | atakujący   |
| 2014-2015 | Mory Sidibé              | atakujący   |
| 2014-2015 | Bogdan Alexandru Olteanu | przyjmujący |
| 2015-2016 | Michał Łasko             | atakujący   |
| 2015-2016 | Zbigniew Bartman         | przyjmujący |
| 2016-2018 | Leonardo Leyva Martinez  | atakujący   |